# Holland, 1945
«Holland, 1945» és una cançó del grup estatunidenc d'indie rock Neutral Milk Hotel. Va ser llançada com a l'únic senzill del seu segon i últim àlbum d'estudi, In the Aeroplane Over the Sea, l'octubre de 1998. És una de les cançons més sorolloses i ràpides de l'àlbum, amb guitarres distorsionades i un so fuzz a tots els instruments, creat pel productor Robert Schneider i característica de tot el disc.
«Holland, 1945» va ser una de les últimes cançons que el líder de Neutral Milk Hotel, Jeff Mangum, va escriure per a In the Aeroplane Over the Sea. Va romandre sense títol fins que el director d'art Chris Bilheimer li va preguntar a Mangum quin títol hauria de tenir la cançó a les còpies físiques del disc; quan Mangum li va dir que utilitzés "Holland" o "1945", Bilheimer va suggerir combinar les dos.
A la cara B del senzill es troba la cançó «Engine», gravada en directe a l'estació de metro de Piccadilly Circus.

## Llançament com a senzill
La versió en senzill de «Holland, 1945» va ser llançada l'octubre de 1998, nou mesos després del llançament de In the Aeroplane Over the Sea, mitjançant la discogràfica Blue Rose Record Company. Va ser el segon senzill llançat per la banda i el seu l'últim llançament oficial abans d'una pausa d'una dècada. Orange Twin Records va publicar algunes versions no numerades a través del seu lloc web. Un rar CD promocional va ser llançat el 19 d'octubre de 1998.
El 2011, el senzill va ser reeditat com a disc d'imatges de 7" amb un pòster desplegable i una versió en directe de «Engine» diferent.

## Lletra
La cançó conté referències a Anne Frank, al igual que altres cançons de In the Aeroplane Over the Sea. El 1945, va acabar la Segona Guerra Mundial i Anne i la seva germana Margot van morir de tifus. La línia "all when I'd want to keep white roses in their eyes" podria ser una referència al grup de resistència La Rosa Blanca, que existia a l'Alemanya nazi a principis dels anys quaranta, tot i que el compositor Jeff Mangum afirma que mai n'havia sentit a parlar abans del llançament del disc.
També es fa referència a la cançó a un "dark brother wrapped in white". Un crític de The Boston Phoenix va escriure el 1998 que aquest "dark brother" ("germà fosc") era un familiar d'un dels amics íntims de Mangum que s'havia suïcidat.

## Personal
Neutral Milk Hotel

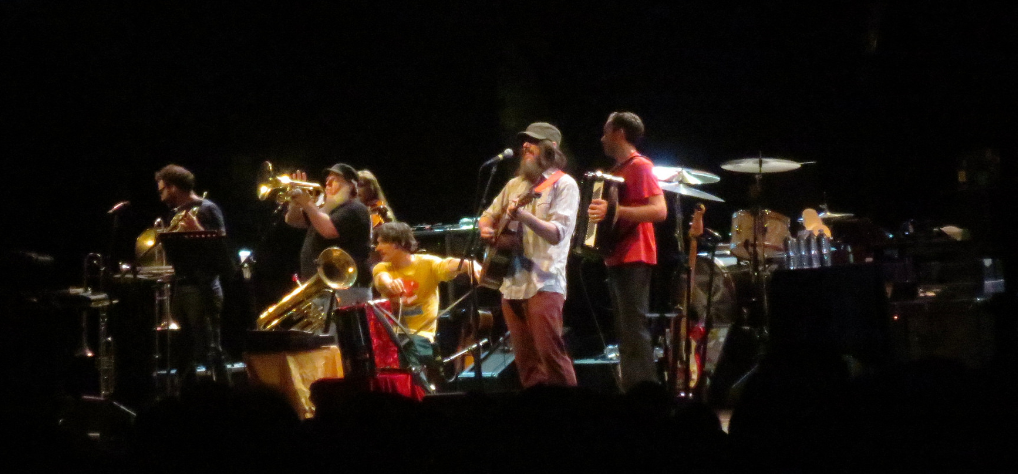
Neutral Milk Hotel en concert a Brooklyn el 2014.

- Jeff Mangum – veu, guitarra, baix fuzz tocat amb arc, disseny de portada
- Jeremy Barnes – bateria, orgue
- Scott Spillane – trompeta, bombardí
- Julian Koster – xerrac musical, baix

Músics addicionals
- Rick Benjamin – trombó
- Marisa Bissinger – saxòfon
- Michelle Anderson – uilleann pipes

Personal tècnic
- Robert Schneider – productor de «Holland, 1945»
- Laura Carter – disseny de la portada, productora de «Engine» (versió de 1998)
- Isaac McCalla – masterització a «Holland, 1945»